# Granota de punta de fletxa daurada
La granota de punta de fletxa daurada (Phyllobates terribilis) és una granota amb un dels verins més letals del món animal. El seu verí pot causar la mort a 20.000 ratolins de laboratori. El seu hàbitat són les selves humides a la costa del Carib de Colòmbia. Pot arribar a fer tan sols 5 cm; el seu color és groc or metàl·lic, en els dits dels peus té uns discos que l'ajuden a subjectar-se a les plantes.
N'hi ha dues variacions de color de la qual se separa una subespècie: Phyllobates terribilis i Phyllobates terribilis mint. P. terribilis de vegades es confon amb l'espècie Dendrobates truncatus, que té la franja verda en les potes posteriors, cosa que no ocorre amb P. terribilis. Les seves preses són insectes com formigues, tèrmits i diminuts escarabats.
El seu verí (batratoxina) és un dels més potents del regne animal. Encara que hi ha altres animals que també tenen batratoxina, en aquesta granota la seva concentració és molt alta. Els indígenes utilitzen el verí d'aquesta perillosa granota per a caçar les seves preses impregnant les armes, com llances i fletxes.
Aquesta espècie es troba amenaçada d'extinció, ja que el seu únic hàbitat és la selva humida i aquesta s'està desforestant ràpidament; a més, són animals amb poca tolerància a la contaminació.